# Estrées (Aisne)
Estrées ist eine französische Gemeinde mit 408 Einwohnern (Stand: 1. Januar 2022) im Département Aisne in der Region Hauts-de-France (bis 2015 Picardie). Sie gehört zum Arrondissement Saint-Quentin, zum Kanton Bohain-en-Vermandois und zum Gemeindeverband Pays du Vermandois.

## Geografie
Die Gemeinde Estrées liegt nahe der Quelle der Schelde, 15 Kilometer nördlich von Saint-Quentin. Umgeben ist Estrées von den Nachbargemeinden Beaurevoir im Nordosten, Joncourt im Osten und Südosten, Nauroy im Südwesten sowie Gouy im Westen und Nordwesten.

## Geschichte
Während des Ersten Weltkriegs lag Estrées im Bereich der Hindenburglinie, von der noch einige Bunker auf dem Gemeindegebiet zu sehen sind.

### Bevölkerungsentwicklung
| Jahr                       | 1962 | 1968 | 1975 | 1982 | 1990 | 1999 | 2011 | 2021 |
| Einwohner                  | 524  | 474  | 401  | 423  | 434  | 446  | 421  | 409  |
| Quellen: Cassini und INSEE |      |      |      |      |      |      |      |      |

## Sehenswürdigkeiten
- Kirche Saint-Laurent, erbaut 1868
- Wasserturm

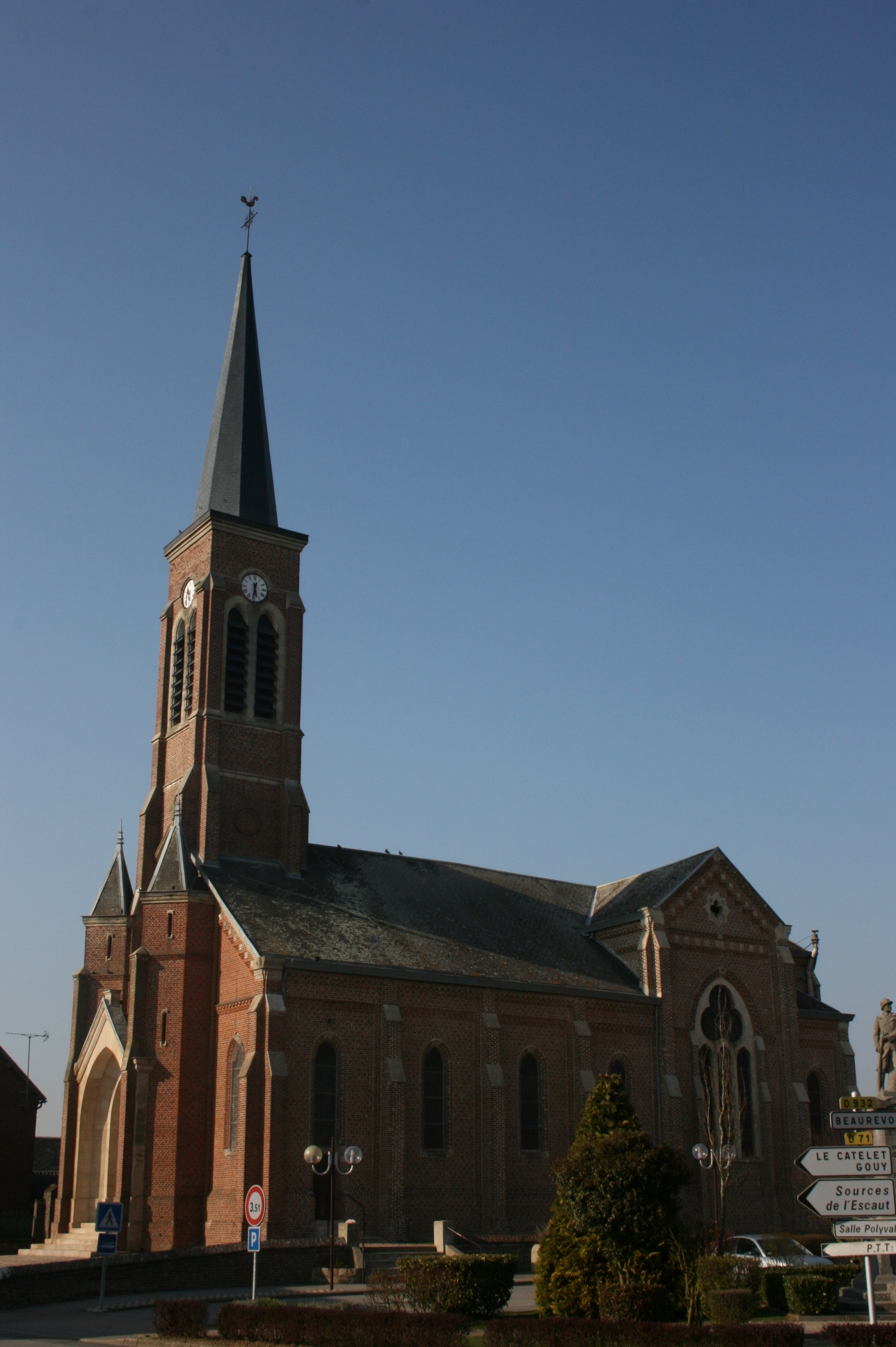
Kirche Saint-Laurent
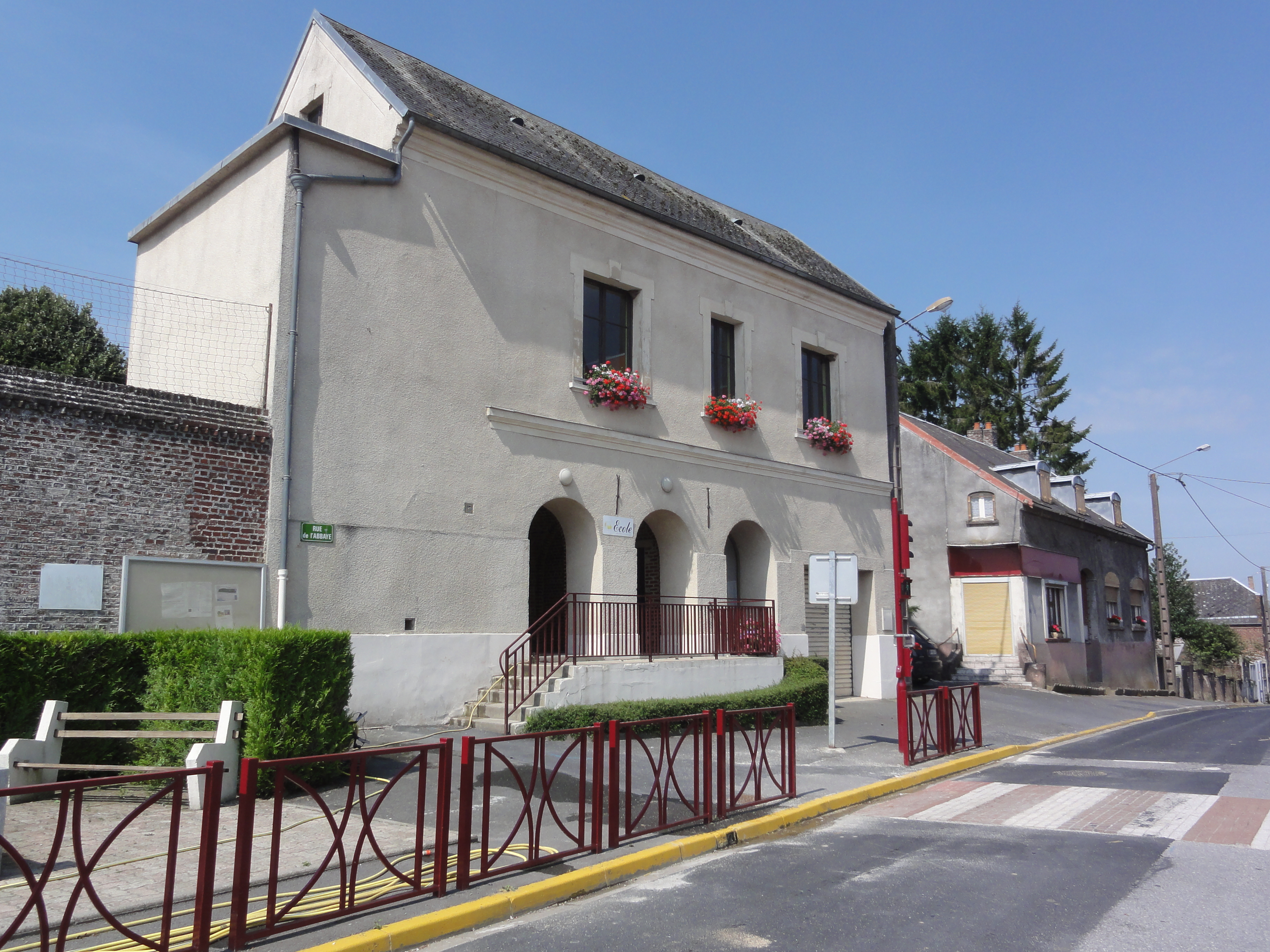
Schule
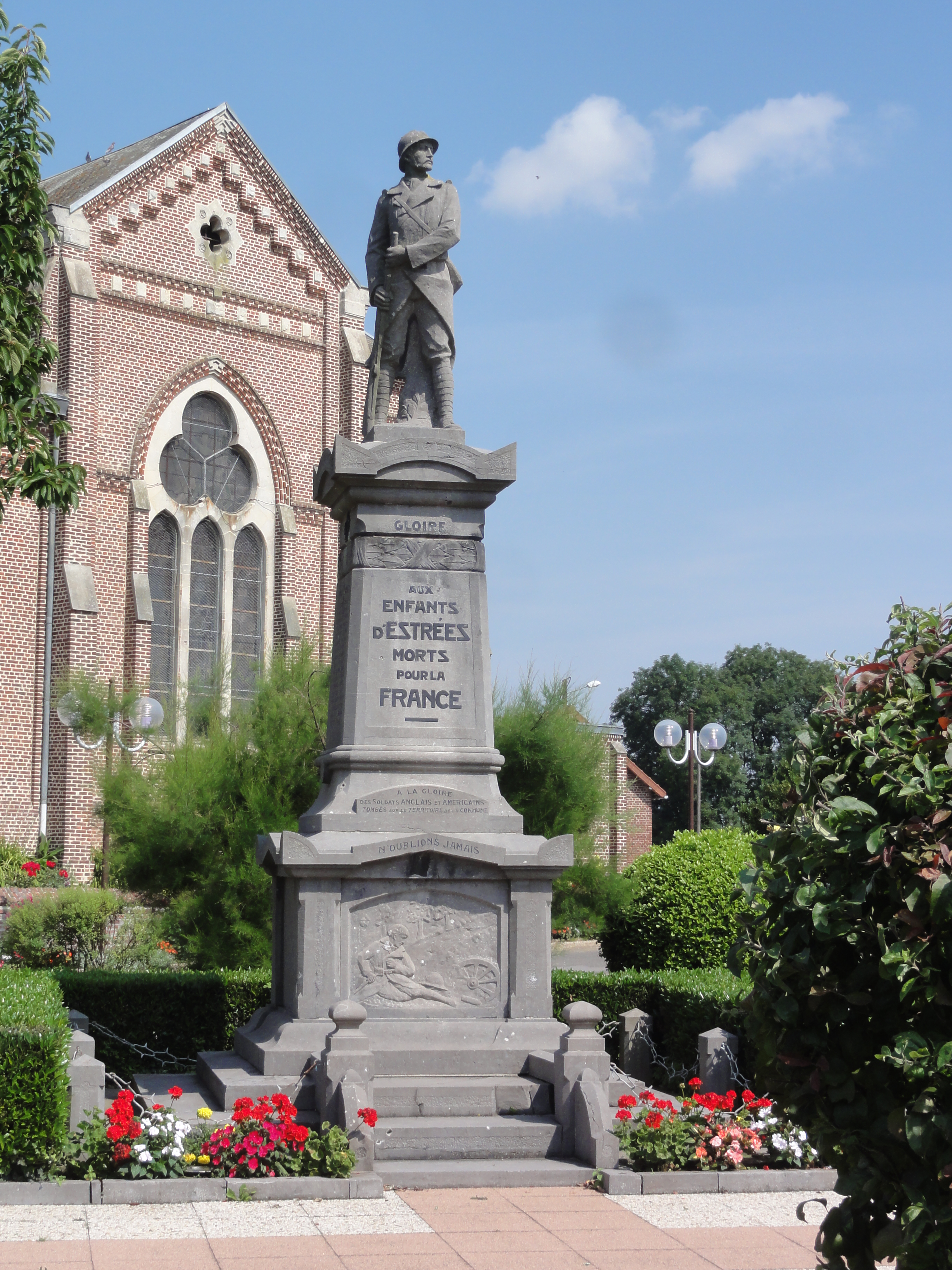
Gefallenendenkmal